# Sant'Anna dei Falegnami
Sant'Anna dei Falegnami ou Igreja de Santa Ana dos Carpinteiros era uma igreja de Roma, Itália, localizada no rione Sant'Eustachio, demolida em 1888. Ficava no final da strada del Monte della Farina, a moderna via di Sant'Anna como recordação da igreja. A partir de 1816, foi entregue ao Ospizio di Tata Giovanni, que se mudou para o mosteiro anexo. Foi demolida para permitir a construção da via Arenula e, no local onde ela ficava, está hoje o largo Arenula, vizinho do largo di Torre Argentina.

## História

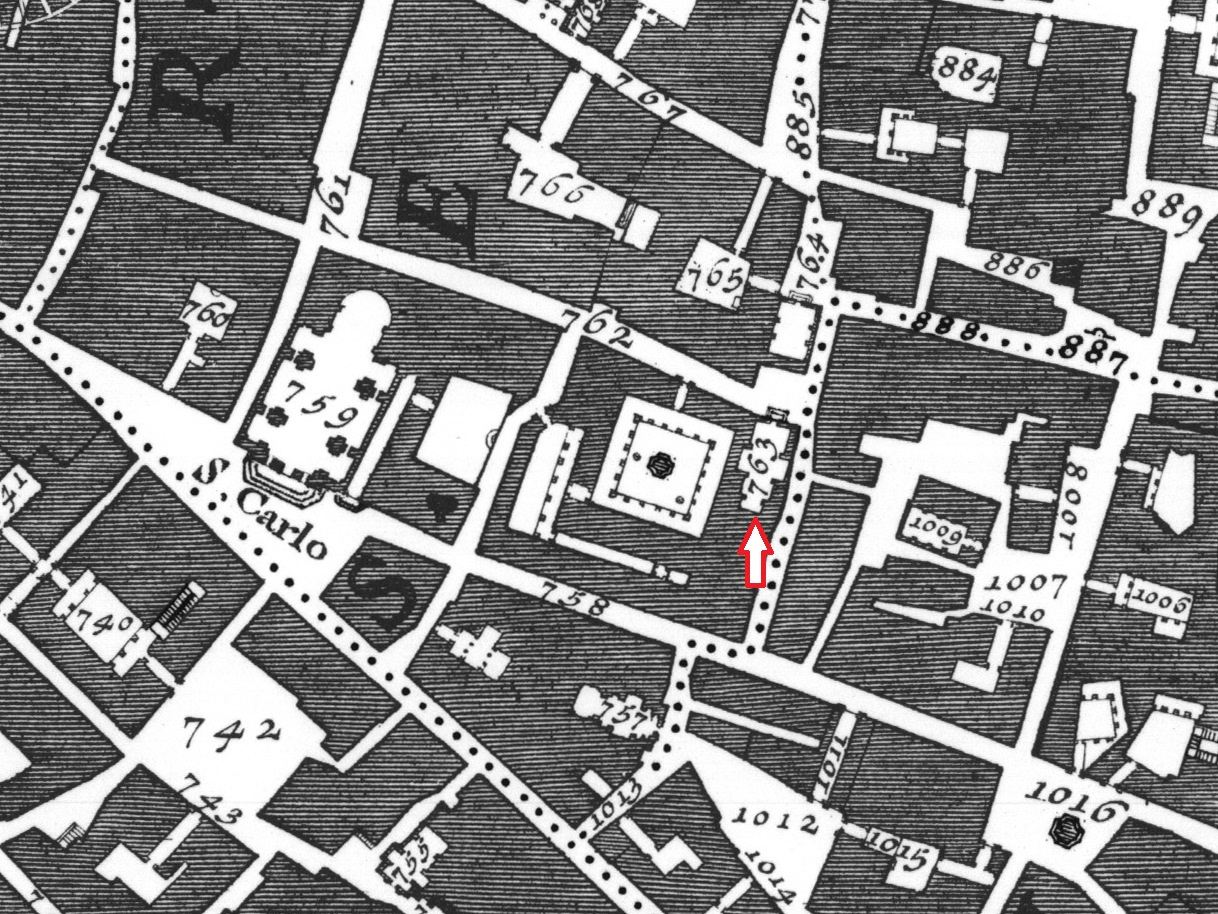
Sant'Anna no Mapa de Nolli (1748), no número 763.

Esta igreja era de origem antiquíssima. Foi mencionada pela primeira vez no Liber Pontificalis, na biografia do papa Leão III (início do século IX), como tendo um convento feminino anexo, com o nome de Monasterium Sanctae Mariae quae appellatur Iuliae. Foi citada também numa bula do papa Urbano III de 1186 entre as igrejas afiliadas de San Lorenzo in Damaso, com o nome de Santa Maria in Julia. No Catálogo de Cencio Camerario (fim do século XII), aparece no nº 57 com o nome de Monasterium de Julia.
Mariano Armellini cita um texto redigido na época do pontificado do papa Alexandre VII (séc. XIII):
| “ | No ano de 1293, o frade Jacomo Molara, mestre dos Cavaleiros Templários, doou à sóror Santuccia Terebotta, de Agubbio, a igreja de Santa Maria in Julia, localizada no rione Regola, onde, como abadessa, fundou o mosteiro hoje chamado de Santa Ana. | ” |

Não se sabe quando os templários adquiriram o antigo complexo. No Catálogo de Turim (primeira metade do século XIV) consta que "Monasterium s. Mariae de Iulia habet moniales XL". A partir deste momento, a igreja passou a ser conhecida com este novo nome, que se compôs, a partir do século XVI, com os cognomes "dei Falegnami" ou "dei Funari". Nesta igreja se conservava um anel que se acreditava, tradicionalmente, ter pertencido a Santa Ana. Santuccia Terrebotti morreu em 21 de maio de 1305 e foi sepultada no local. Infelizmente, nada restou da sepultura quando o edifício foi demolido. O mesmo destino teve a sepultura de Vitória Colonna, nobre romana, que se retirou para este mosteiro em 1514 e lá morreu em 1547, que entristeceu, nas palavras de Armellini, "aqueles que, como o divino Michelangelo, puderam apreciar os excelentes dotes de sua alma nobilíssima".
A igreja foi completamente reconstruída entre 1654 e 1675. Em 1816, o mosteiro deixou de existir e o edifício passou a abrigar o Ospizio di Tata Giovanni, que também passou a cuidar da igreja. Em 1819, Giovanni Maria Mastai-Ferretti, o futuro papa Pio IX, na época o co-diretor do Ospizio, celebrou ali sua primeira missa. Em 1869, a igreja passou por novas obras de restauro e embelezamento, foi uma das várias a abrigar as celebrações do quinquagésimo aniversário de sacerdócio de Pio IX, que visitou o local em 12 de abril do mesmo ano.
A igreja e o Ospizio foram demolidos em 1887. Armellini comentou a destruição: "Este monumento cristão, que colecionava tantas memórias e tantas histórias, foi destruído por golpes da picareta que, de 1870 até hoje, vem trabalhando fervorosamente contra as igrejas de Roma".
O interior apresentava uma nave única com três altares. O altar-mor era obra de Carlo Rainaldi e ornado com uma tela de Girolamo Troppa. Nos dois altares laterais estavam uma tela da "Madona com o Menino e Santa Ana", de Bartolomeo Cavarozzi, e "São José e São Bento com Anjos", de Emilio Savonazzi.